# BCAP29
BCAP29‏ (B cell receptor associated protein 29) هوَ بروتين يُشَفر بواسطة جين BCAP29 في الإنسان.